# 萨斯巴赫
萨斯巴赫是德国巴登-符腾堡州的一个市镇。总面积16.74平方公里，总人口5481人，其中男性2731人，女性2750人（2011年12月31日），人口密度327人/平方公里。